# Eorpwald
Eorpwald (també escrit Erpenwald o Earpwald) va ser rei de l'Ànglia de l'Est, en un període imprecís que podria anar entre el 624 i el 627 o el 632. Es va convertir al cristianisme i va acceptar l'evangelització del seu país, a proposta del rei Edwin de Northúmbria. Va morir assassinat probablement per aquesta mateixa raó.

## Orígens
Eorpwald era fill de Raedwald i de la seva esposa de nom desconegut. Va tenir almenys un germà anomenat Rægenhere, i un parent anomenat Sigeberht és probable que també fos germà seu. Raedwald va escollir noms que comencessin amb les lletres R i E igual com havia fet el seu pare amb ell i Eni, això fa pensar que potser Eorpwald era el germà menut i que probablement va succeir el seu pare perquè el germà gran va morir en la batalla del 616. No és clar si, com diu Beda, Sigebert i Eorpwald eren germans o si compartien la mateixa mare però tenien diferent pare, com afirma Guillem de Malmesbury en la seva crònica del segle xii. Segons la historiadora Barbara Yorke, Sigebert podria ser un membre d'una branca diferent dels Wuffingas que, igual com el seu rival, es van veure forçats a viure en l'exili per tal d'assegurar que Eorpwald fos rei.

## Regnat
Eorpwald encara era pagà quan va ser nomenat rei, després de la mort de Raedwald vers l'any 624. L'historiador Kirby assegura que Sigeberht va fugir de l'Ànglia de l'Est cap al país dels francs a causa de la revolta que va haver poc després de l'ascensió al tron d'Eorpwald ocasionada per les tensions entre cristians i pagans, durant la qual Sigeberht va perdre influències. L'any 627, Edwin de Northúmbria va tornar a engegar una campanya de cristianització pel seu país i també per Lindsey i l'Ànglia de l'Est i va convèncer Eorpwald de convertir-se a la nova fe. Probablement això va passar el 627, tenint en compte quan Fèlix de Borgonya va ser nomenat el primer bisbe de l'Ànglia de l'Est. En canvi a la Crònica anglosaxona es diu que es va batejar l'any 632.
No se sap si el bateig va ser a l'Ànglia de l'Est, a Northúmbria o a Kent, però és molt probable que Edwin, que per ser el governant de més edat, fos el padrí. Higham suggereix que per manca d'església i de sacerdots al seu país, anés a batejar-se a Northúmbria on la cerimònia l'hauria oficiat el bisbe Paulí. La manera com es va convertir indica que probablement Eorpwald era un rei subordinat a Edwin, que era el seu bretwalda.
Després del seu bateig, els sacerdots missioners devien trobar més fàcil evangelitzar el país i eliminar les pràctiques paganes. La conversió va tenir beneficis polítics per al rei Edwin que des de llavors tindria com a aliats tots el territoris de la costa est, llevat d'Essex.

## Mort i màrtir
Poc després de la seva conversió Eorpwald va ser assassinat per un pagà anomenat Ricberht el qual va assumir el poder durant tres anys.
Eorpwald va ser el primer rei anglosaxó que va morir com a màrtir, a causa de la seva fe. Beda no narra les circumstàncies de l'assassinat, no se sap si Ricberht era el representant d'una facció interna anticristiana o si li van fer l'encàrrec des d'un altre país per tal de reduir la influència d'Edwin entre els anglosaxons. El retorn de l'Ànglia de l'Est a un govern liderat per pagans no significa necessàriament que hi hagués una gran divisió entre pagans i cristians, sinó que podria expressar una reacció davant una proposta que venia d'un rei de fora, Edwin, una negativa a quedar sotmesos a ell.
Eorpwald podria ser un dels ocupants de les tombes trobades a Sutton Hoo.
El seu nom apareix en la Completa història dels màrtirs britànics, escrita per Fleming el 1904, però es desconeix si va tenir un dia del calendari dedicat.